# Xiangcheng, Xuchang
Xiangcheng, även känt som Siangcheng, är ett härad i Henan-provinsen i norra Kina.